# George William Whitehead
George William Whitehead, Jr. (Bloomington, Illinois, 2 de agosto de 1918 – 2 de abril de 2004) foi um matemático estadunidense, professor do Instituto de Tecnologia de Massachusetts (MIT), membro da Academia Nacional de Ciências dos Estados Unidos e fellow da Academia de Artes e Ciências dos Estados Unidos. É conhecido por seu trabalho sobre topologia algébrica. Inventou o homeomorfismo J, e foi um dos primeiros a calcular sistematicamente os grupos homotópicos de esferas.
Whitehead obteve um Ph.D. em matemática na Universidade de Chicago em 1941, orientado por Norman Steenrod. Após ter lecionado na Universidade de Purdue, Universidade de Princeton e Universidade Brown, tornou-se professor do MIT em 1949, onde permaneceu até aposentar-se em 1985. Orientou 13 estudantes de doutorado, incluindo Robert Aumann e John Coleman Moore, e tem mais de 1200 descendentes acadêmicos.

## Publicações selecionadas
- George William Whitehead (1978). Elements of homotopy theory. Col: Graduate Texts in Mathematics. 61 3rd ed. New York-Berlin: Springer-Verlag. pp. xxi+744. ISBN 978-0-387-90336-1. MR 0516508. Consultado em 19 de dezembro de 2016